# Psolus operculatus
Psolus operculatus is een zeekomkommer uit de familie Psolidae.
De wetenschappelijke naam van de soort werd in 1868 gepubliceerd door Louis François de Pourtalès.